# Grupo Gilinski
El Grupo Gilinski es un conglomerado empresarial y bancario con sede en Colombia, con influencia en su país de origen, las Islas Caimán, Panamá, Paraguay y Perú. Fue fundado por el empresario y banquero colombiano de ascendiencia lituana judía Isaac Gilinski Sragowicz.
El grupo es propietario en la actualidad de importantes empresas colombianas como Grupo Semana, Banco GNB Sudameris y del 87% del Grupo Nutresa.[cita requerida]
El CEO de la compañía es el hijo del fundador, Jaime Gilinski, el segundo hombre más rico de Colombia según Forbes.

## Historia
En los años 1990, los Gilinski adquirieron el Banco Andino por un monto de 8 millones de dólares. En 4 años se convirtió en uno de los bancos más eficientes del sistema bancario colombiano. El Grupo Gilinski vendió el banco reconstituido por una suma reportada de 70 millones de dólares.
El 11 de mayo de 2012, HSBC Holdings plc anunció la venta de sus operaciones en América Latina (Colombia, Perú, Paraguay y Uruguay) al banco GNB Sudameris por $400 millones de dólares en efectivo. HSBC tiene 62 sucursales en 4 países de América Latina distribuidas de la siguiente manera: 24 en Perú, 20 en Colombia, 11 en Uruguay y 7 en Paraguay, aunque las filiales de Uruguay no llegaron a consolidarse por trabas del gobierno de José Mujica. Tras la compra, GNB Sudameris consolidó activos por $11 mil millones de dólares.
El año 2013, el Banco Sabadell de España recibió una inyección de capital de 650 millones de euros por parte del colombiano Jaime Gilinski y del mexicano David Martínez. Con esta inyección de capital, el banquero colombiano se convirtió en el mayor accionista del banco de manera individual.
En octubre de 2014, Gilinski amplía su participación hasta el 7,5% del Banco Sabadell. De todos modos transcurridos un par de años, luego de intentos fallidos para que la entidad bancaria española siguiera los pasos del BBVA y del Santander en materia de expansión global, decidió ir desprendiéndose paulatinamente de su paquete accionario, constituyendo una rara oportunidad perdida por el banco catalán que ya tenía consolidada en su momento la filial del Banco Sabadell en Estados Unidos, el Sabadell United Bank (vendido posteriormente al grupo Iberiabank), pudiendo también haberse catapultado en América Latina a través del consolidado GNB Sudameris de Colombia, controlado por la familia Gilinski y con presencia en Perú y Paraguay, y que estuvo muy cerca de concretar la adquisición de la filial uruguaya del banco HSBC, y desperdiciando asimismo quedarse con muy poco con el Lloyds de Uruguay, máxime cuando ya había estrechas relaciones entre los bancos Lloyds y Sabadell por las compras de este último en el Reino Unido del TSB (finalmente, la filial uruguaya del Lloyds fue adquirida por el suizo Banque Heritage), perdiendo la oportunidad de haber quedado posicionado en la llamada "Suiza sudamericana" para atraer el suculento capital externo de los limítrofes ciudadanos brasileños y argentinos, quienes sobre todo los últimos poseen su mayor patrimonio nacional en el extranjero.
El Grupo Gilinski también es propietario de empresas en el Valle del Cauca como Productos Yupi, una compañía alimentaria de golosinas y pasabocas conocida en América Latina que exporta a nueve países. Yupi tiene una cuota de mercado del 30% en la merienda de la comida colombiana, por detrás de Frito Lay Colombia. El Grupo Gilinski también posee en el Valle del Cauca Plásticos Rimax, especializada en la fabricación de muebles y artículos en plástico fundada por Isaac Gilinski, cuyos productos son distribuidos a nivel nacional.
El 30 de enero de 2019, adquiere el 50% del grupo editorial que maneja las revistas Semana y Dinero, entre otras. Tiempo después el grupo adquirió el 100% del Grupo Publicaciones Semana, y en enero de 2023 adquirió el diario El País de Cali.
El 7 de agosto de 2019, anuncia oficialmente la compra de la filial de BBVA Paraguay por 270 Millones de Dólares, fusionándola con las filiales del Sudameris en este país.
El 10 de junio de 2021, la Superintendencia Financiera de Colombia le otorgó el certificado de operaciones a Lulo Bank, lo que lo convirtió en el primer banco 100% digital autorizado para funcionar en el país. Para esta empresa, el Grupo Gilinski destinó una inversión inicial cercana a los 28 millones de dólares. 
El 11 de noviembre de 2021, se conoce por medios de comunicación nacionales (Colombia) que el Grupo Gilinski presentó una garantia bancaria por medio de una filial en Bogotá para cubrir la oferta por el 50.1% de Nutresa con un monto por acción que contiene una prima adicional de aproximadamente el 38%. A la fecha de junio de 2022, Gilisnki ha logrado 30,8% del conglomerado a través de ofertas públicas de adquisición (opas).
Del mismo modo, Gilinski realizó tres opas, obteniendo el 34,5% de acciones del Grupo Sura, y ha señalizado su intención de adquirir entre 26% y 32,5% del Grupo Argos. En mayo del 2023, y luego de una serie de dificultades presentadas, decide desistir de su participación en el Grupo Sura y el Grupo Argos, adquiriendo el 87% de participación del Grupo Nutresa,[cita requerida] que hasta ese momento era mayoritariamente controlado por el Grupo Empresarial Antioqueño.